# Fora de línia
En telecomunicacions, el terme fora de línia (off-line en anglès) té els següents significats:
- Referent a una operació o una unitat funcional, quan no està sota control directe del sistema al qual està associada. Les unitats fora de línia no estan disponibles per al seu ús immediat a sol·licitud del sistema, encara que poden ser operades independentment (com el navegador d'un ordinador que no es trobi connectat a internet).
- En referència a un equip, es diu que està fora de línia quan s'ha desconnectat del sistema, no es troba operatiu, i normalment té el seu font d'alimentació desconnectada, és a dir, està apagat.
- Es diu que algú està fora de línia quan es troba allunyat d'un ordinador que estigui connectat a Internet.